# Angelo Vescovi
Angelo Luigi Vescovi (Romano di Lombardia, 1962) è un biologo e farmacologo italiano, direttore scientifico della Casa Sollievo della Sofferenza e da dicembre 2022  presidente del Comitato Nazionale per la Bioetica.

## Biografia
Nel 1993, all'Università di Calgary in Canada inizia a collaborare con Chris Bjoarnson, portando avanti la ricerca sulle cellule staminali cerebrali, di cui dimostra nel 1999 la possibilità di trasformazione in cellule ematiche, pubblicando su Science i risultati dei suoi studi. Dal 1998 è rientrato in Italia, per lavorare all'Istituto neurofarmacologico Besta di Milano. Fino al 2005 è stato condirettore dell'Istituto di Ricerca Sulle Cellule Staminali presso l'Istituto Scientifico Universitario San Raffaele di Milano e dal 2002 è professore associato di Biologia Cellulare presso l'Università degli Studi di Milano-Bicocca.
I suoi principali campi di ricerca sono relativi allo studio delle cellule staminali neurali cerebrali per la terapia di malattie neurodegenerative, ischemie, lesioni del midollo spinale, SLA, sclerosi multipla, malattia di Alzheimer e Parkinson e a quello delle cellule staminali tumorali, con un focus particolare sui gliomi e glioblastomi.
Grazie alla sua esperienza nel settore e alla sua particolare attenzione agli aspetti bio- etici del soggetto, nel 2001 è stato nominato relatore emerito della [National Academy of Science (Accademia dei Lincei), consulente del Comitato Nazionale per le Cellule Staminali del Ministero della Salute italiano e della Commissione Britannica sulle Cellule Staminali della Camera dei Lords, nonché esperto unico della Commissione Europea e membro del Comitato sulle Cellule Staminali dello Stato del Vaticano.
Autore di oltre un centinaio di articoli per riviste di rilevanza internazionale (tra cui Science, Nature, Nature Medicine, Nature Biotechnology, Nature, Neuroscience e Cancer Cell), opera come revisore scientifico per numerose fondazioni e agenzie di finanziamento mondiali; inoltre è membro fondatore, e presidente del comitato scientifico, della Fondazione Revert Onlus.
Nel 2005 ha fondato la società Stemgen Spa per lo sviluppo di terapie innovative per gliomi e glioblastomi e dall'anno successivo è direttore della Banca delle Cellule Staminali Cerebrali di Terni, nata con lo scopo di raggiungere, nell'ambito delle colture cellulari di cellule neurali staminali derivate dal sistema nervoso centrale di feti abortiti, standard qualitativi tali da produrre materiale cellulare utile per una sperimentazione clinica sulle principali malattie neurodegenerative. Nell'estate del 2011, Angelo Vescovi ha ricevuto il via libera dal comitato etico regionale per l'avvio di un trial clinico di fase1 basato sul trapianto di cellule staminali cerebrali umane in pazienti affetti da Sclerosi Laterale Amiotrofica (SLA).
Da gennaio 2010 è direttore scientifico dell'IRCSS Casa Sollievo della Sofferenza di San Giovanni Rotondo e dell'Istituto Css-Mendel di Roma. Il 7 dicembre 2022 è stato nominato Presidente del Comitato nazionale per la bioetica.

### Il primo trapianto di cellule staminali
Il 25 giugno 2012, presso l'Azienda Ospedaliera Santa Maria di Terni, un'équipe da lui guidata ha effettuato il primo trapianto di cellule staminali neurali umane su un soggetto affetto da sclerosi laterale amiotrofica: l'impianto ha utilizzando cellule provenienti da un feto deceduto per cause naturali. La fase preliminare di sperimentazione della terapia cellulare, durata un anno, condotta su un totale di sei pazienti affetti da SLA, ha avuto esito positivo per quanto riguarda lo scopo prefisso, consistente nella valutazione dei profili di sicurezza nelle procedure di trapianto cellulare. I risultati ottenuti hanno portato l'Istituto superiore di sanità e l'Aifa ad autorizzare l'avvio della successiva fase di sperimentazione, con trapianto di staminali dello stesso tipo (provenienti, cioè, da aborti spontanei) condotto in zone più alte (la regione cervicale) del midollo spinale.

## Riconoscimenti
Nel 2017 è stato nominato socio benemerito dell’Associazione nazionale carabinieri.